# Mezőkomárom
Mezőkomárom is een plaats (község) en gemeente in het Hongaarse comitaat Fejér. Mezőkomárom telt 1063 inwoners (2001).